# Estadio Beto Ávila
Das Estadio Beto Ávila ist ein Baseballstadion in Cancún im mexikanischen Bundesstaat Quintana Roo. Das Stadion wurde in den 1980er Jahren eröffnet.

## Nutzung
Das Estadio Beto Ávila wird hauptsächlich für Baseballspiele genutzt. Das professionelle Baseballteam Tigres de Quintana Roo aus der Liga Mexicana de Béisbol trägt seine Heimspiele seit 2007 im Stadion aus. Zuvor diente es bereits deren Ligarivalen Langosteros de Cancún von 1996 bis 2005 als Spielstätte.
Die erste Modernisierung des Stadions fand 1996 mit der Aufnahme der Langosteros als ersten LMB-Franchise der Liga auf Anordnung des damaligen Gouverneurs des Staates Quintana Roo, Mario Villanueva, statt. Nachdem die Langosteros 2005 umgesiedelt wurden, stand das Stadion zwei Jahre lang still, ehe mit den Tigres ein neues Team der höchsten mexikanischen Baseball-Liga seinen Spielbetrieb in Cancún aufnahm. Daraufhin wurde das Estadio Beto Ávila in den Jahren 2006 und 2007 rundum erneuert und seine Kapazität von 4.500 auf 9.500 Plätze mehr als verdoppelt.
Außerdem wird es für Fußball genutzt, unter anderem für den CONCACAF Women’s Gold Cup 2010.